# Zlatobýl obecný

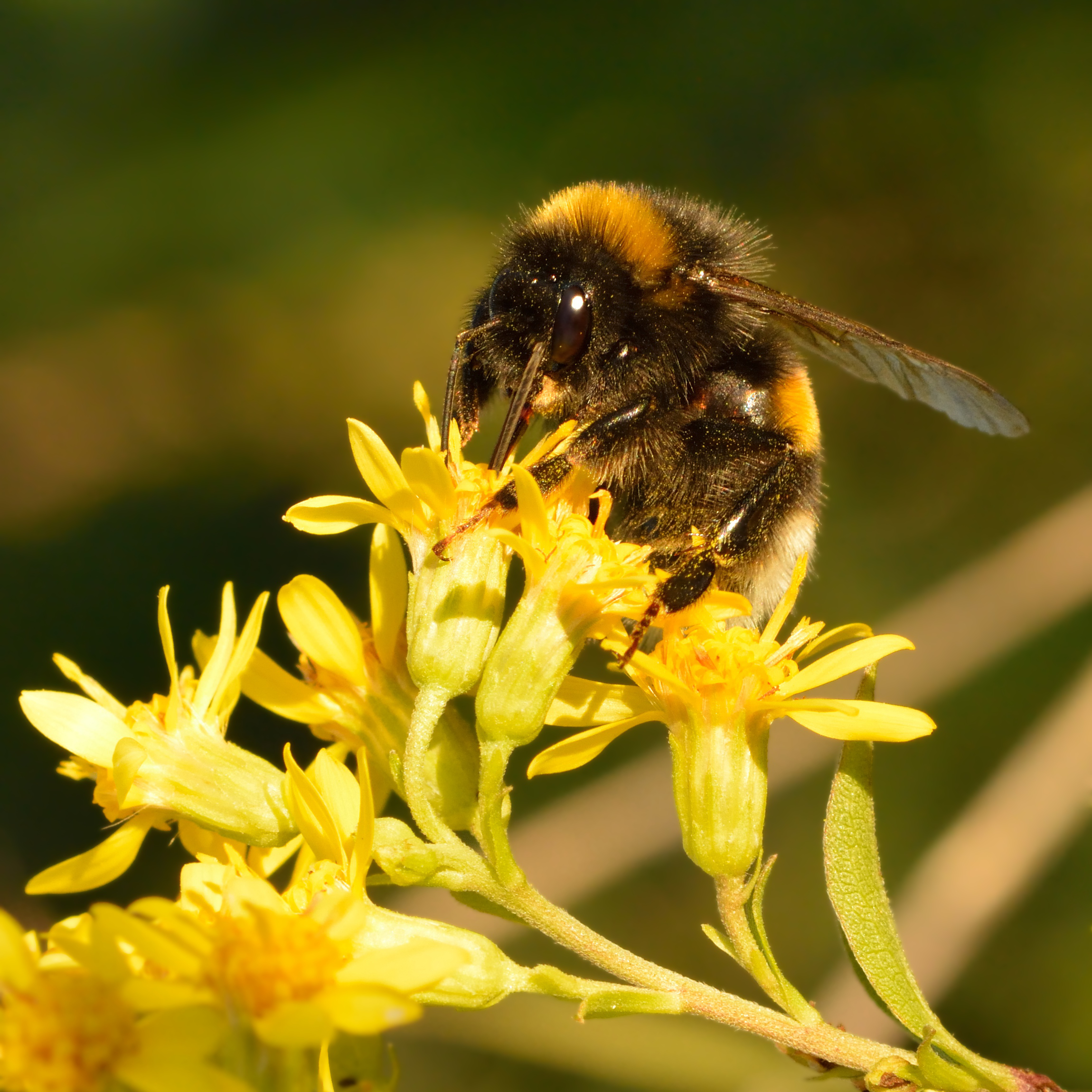

Zlatobýl obecný (též celík zlatobýl) (Solidago virgaurea) je vytrvalá, někdy až 1 m vysoká, světlomilná až polostinná bylina vyskytující se v chudých trávnících, na pastvinách, pasekách, železničních náspech, v porostech kosodřeviny i horských loukách.

## Celkové rozšíření
Rozsáhlý příbuzenský okruh tohoto taxonu osídluje převážnou část severní polokoule mimo tropické a subtropické oblasti. Odlišuje se severoamerická skupina taxonů jako Solidago multiradiata Ait. a eurasijská skupina jako S. virgaurea L.

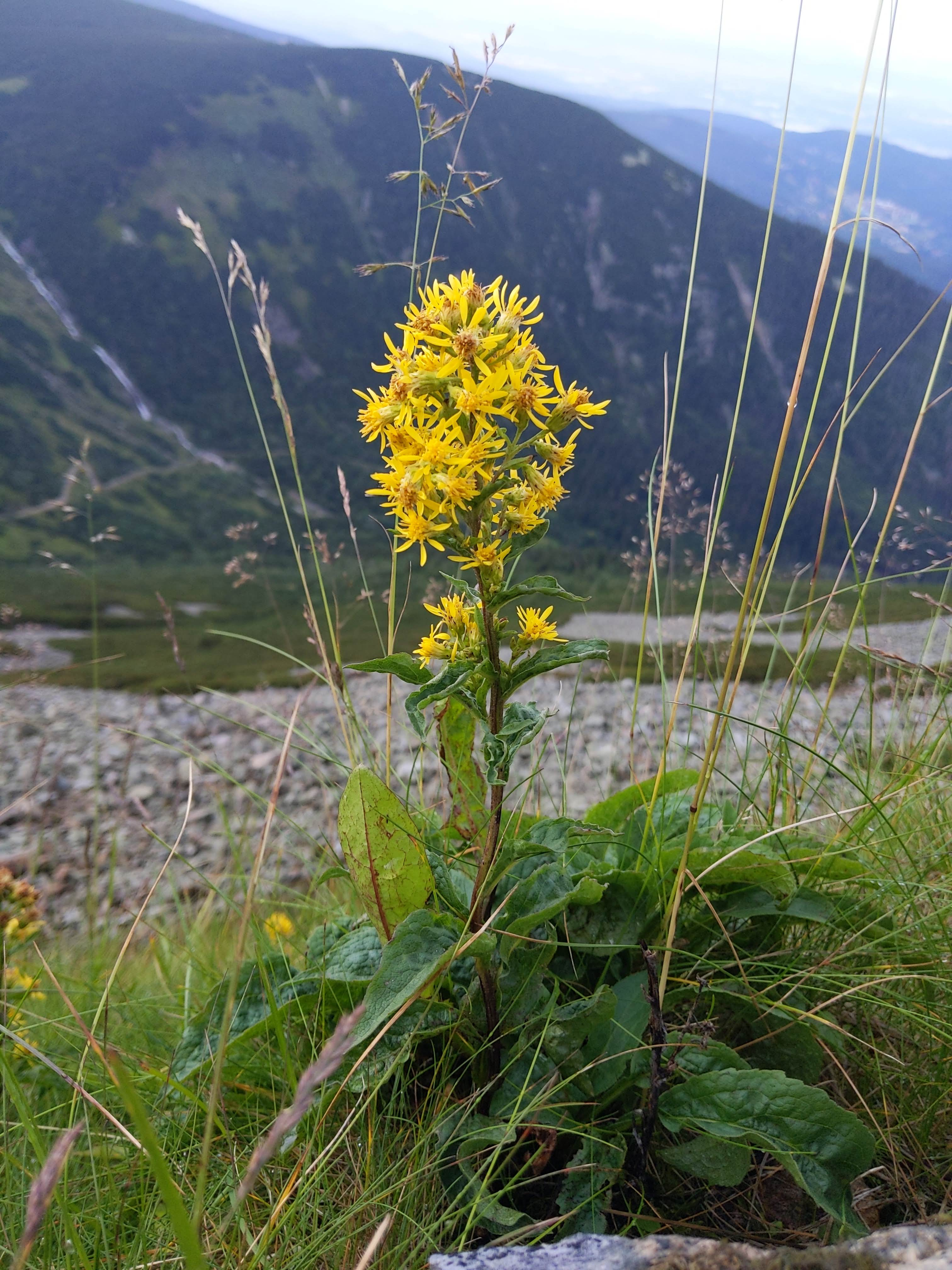
Solidago virgaurea subsp. minuta na Sněžce.

V horách (např. pohraničních pohořích Česka, v Karpatech) se vyskytuje poddruh Solidago virgaurea subsp. minuta menšího vzrůstu.

## Vzhled
Přímé lodyhy, většinou lysé, ojediněle nahoře chlupaté. Střídavé listy, dolní jsou vejčité, někdy až do elipsy. Na středu jsou listy zúžené tak, že tvoří křídlatý řapík. Nejvyšší jsou přisedlé a jemně pilovaté. Úbory rostou v hroznovité květenství, jsou 7–18 mm dlouhé a 10–15 mm široké. V období července, srpna, září a října kvete 8-12 žlutých květů.

## Využití
Přírodní léčení - při zánětech ledvin zahříváme 1,5 čajové lžičky sušené kvetoucí natě v cca 1/4 litru studené vody. Přivedeme k varu a 2 minuty necháme vyluhovat. Doporučená denní dávka jsou 2-3 šálky denně. Působí jako močopudný prostředek. Účinné látky: saponiny, silice, třísloviny, flavonoidy.